# Ultra-Trail World Tour 2018
Navigation
2017 2019
L'Ultra-Trail World Tour 2018 est la cinquième édition de l'Ultra-Trail World Tour, compétition internationale d'ultra-trail fondée en 2013 et qui regroupe désormais vingt-et-une courses en un circuit mondial. Il se déroule du 27 janvier au 1er décembre 2018, la première épreuve étant Hong Kong 100, disputé à Hong Kong, et la dernière, l'Ultra-Trail Cape Town, disputé au Cap en Afrique du Sud.
Pour cette édition 2018, le Grand Raid et le Trail de Bourbon se retirent du calendrier par choix des organisateurs alors que l'Ultra-Trail Mt.Fuji fait son retour.

## Programme
| Nom de la course                | Pays                   | Dates             | Gagnant               | Gagnante           |
| ------------------------------- | ---------------------- | ----------------- | --------------------- | ------------------ |
| Hong Kong 100                   | Hong Kong              | 27 janvier 2018   | Min Qi                | Miao Yao           |
| Tarawera Ultramarathon          | Nouvelle-Zélande       | 10 février 2018   | Dylan Bowman          | Kelly Wolf         |
| Transgrancanaria                | Espagne                | 23 février 2018   | Pau Capell            | Magdalena Łączak   |
| Marathon des Sables             | Maroc                  | 6 avril 2018      | Rachid El Morabity    | Magdalena Boulet   |
| Patagonia Run                   | Argentine              | 7 avril 2018      | Gustavo Reyes         | Veronica Ramirez   |
| 100 Miles of Istria             | Croatie                | 7 avril 2018      | Paul Giblin           | Francesca Canepa   |
| Madeira Island Ultra Trail      | Portugal               | 28 avril 2018     | Andris Ronimoiss      | Mimmi Kotka        |
| Ultra-Trail Mt.Fuji             | Japon                  | 28 avril 2018     | Dylan Bowman          | Courtney Dauwalter |
| Penyagolosa Trails              | Espagne                | 11 mai 2018       | Daniel Aguirre        | Fernanda Maciel    |
| 100 Australia                   | Australie              | 18 mai 2018       | Brendan Davies        | Kellie Emmerson    |
| Mozart 100                      | Autriche               | 16 juin 2018      | Florian Grasel        | Martina Trimmel    |
| Lavaredo Ultra Trail            | Italie                 | 22 juin 2018      | Hayden Hawks          | Kelly Wolf         |
| Western States Endurance Run    | États-Unis             | 23 juin 2018      | Jim Walmsley          | Courtney Dauwalter |
| Eiger Ultra Trail               | Suisse                 | 13 juillet 2018   | Pau Capell            | Kathrin Götz       |
| TDS                             | Italie, France         | 29 août 2018      | Marcin Świerc         | Audrey Tanguy      |
| CCC                             | Italie, Suisse, France | 31 août 2018      | Thomas Evans          | Miao Yao           |
| Ultra-Trail du Mont-Blanc       | France, Italie, Suisse | 31 août 2018      | Xavier Thévenard      | Francesca Canepa   |
| Ultra-Trail Harricana du Canada | Canada                 | 8 septembre 2018  | Jean-François Cauchon | Sarah Moniz        |
| Cappadocia Ultra Trail          | Turquie                | 20 octobre 2018   | Andrea Macchi         | Mariya Nikolova    |
| Javelina Jundred                | États-Unis             | 27 octobre 2018   | Patrick Reagan        | Darcy Piceu Africa |
| Ultra-Trail Cape Town           | Afrique du Sud         | 1er décembre 2018 | Janosch Kowalczyk     | Emily Hawgood      |

## Résultats

### Hong Kong 100
| Hommes | Hommes       | Hommes           | Hommes |  | Femmes | Femmes       | Femmes           | Femmes |
| Rang   | Athlète      | Temps            | Points |  | Rang   | Athlète      | Temps            | Points |
| ------ | ------------ | ---------------- | ------ |  | ------ | ------------ | ---------------- | ------ |
| 1      | Min Qi       | 9 h 28 min 36 s  | 700    |  | 1      | Miao Yao     | 10 h 40 min 52 s | 700    |
| 2      | Alex Nichols | 9 h 44 min 17 s  | 605    |  | 2      | Mira Rai     | 11 h 30 min 49 s | 605    |
| 3      | Yun-Hui Yu   | 10 h 04 min 32 s | 550    |  | 3      | Fuzhao Xiang | 11 h 36 min 11 s | 550    |

### Tarawera Ultramarathon
| Hommes | Hommes         | Hommes          | Hommes |  | Femmes | Femmes        | Femmes           | Femmes |
| Rang   | Athlète        | Temps           | Points |  | Rang   | Athlète       | Temps            | Points |
| ------ | -------------- | --------------- | ------ |  | ------ | ------------- | ---------------- | ------ |
| 1      | Dylan Bowman   | 8 h 27 min 41 s | 700    |  | 1      | Kelly Wolf    | 10 h 08 min 45 s | 700    |
| 2      | Cody Reed      | 8 h 36 min 34 s | 605    |  | 2      | Amanda Basham | 10 h 17 min 38 s | 605    |
| 3      | Sam McCutcheon | 8 h 45 min 16 s | 550    |  | 3      | Erika Lori    | 10 h 53 min 20 s | 550    |

### Transgrancanaria
| Hommes | Hommes             | Hommes           | Hommes |  | Femmes | Femmes             | Femmes           | Femmes |
| Rang   | Athlète            | Temps            | Points |  | Rang   | Athlète            | Temps            | Points |
| ------ | ------------------ | ---------------- | ------ |  | ------ | ------------------ | ---------------- | ------ |
| 1      | Pau Capell         | 12 h 42 min 08 s | 1 000  |  | 1      | Magdalena Łączak   | 15 h 18 min 37 s | 1 000  |
| 2      | Aurélien Collet    | 12 h 56 min 39 s | 865    |  | 2      | Andrea Huser       | 15 h 58 min 11 s | 865    |
| 3      | Cristofer Clemente | 13 h 22 min 48 s | 785    |  | 3      | Ekaterina Mityaeva | 16 h 12 min 48 s | 785    |

### Marathon des Sables
| Hommes | Hommes              | Hommes           | Hommes |  | Femmes | Femmes           | Femmes           | Femmes |
| Rang   | Athlète             | Temps            | Points |  | Rang   | Athlète          | Temps            | Points |
| ------ | ------------------- | ---------------- | ------ |  | ------ | ---------------- | ---------------- | ------ |
| 1      | Rachid El Morabity  | 19 h 35 min 49 s | 1 300  |  | 1      | Magdalena Boulet | 25 h 11 min 19 s | 1 300  |
| 2      | Mohamed El Morabity | 20 h 01 min 28 s | 1 124  |  | 2      | Bouchra Eriksen  | 26 h 33 min 55 s | 1 124  |
| 3      | Robert Mérile       | 20 h 41 min 00 s | 1 021  |  | 3      | Gemma Game       | 27 h 00 min 23 s | 1 021  |

### Patagonia Run
| Hommes | Hommes                | Hommes           | Hommes |  | Femmes | Femmes               | Femmes           | Femmes |
| Rang   | Athlète               | Temps            | Points |  | Rang   | Athlète              | Temps            | Points |
| ------ | --------------------- | ---------------- | ------ |  | ------ | -------------------- | ---------------- | ------ |
| 1      | Gustavo Reyes         | 21 h 45 min 10 s | 400    |  | 1      | Veronica Ramirez     | 24 h 21 min 37 s | 400    |
| 2      | Maximiliano Lopez     | 21 h 45 min 10 s | 346    |  | 2      | Eliana Marinero      | 26 h 41 min 56 s | 346    |
| 3      | Sergio Jesus Trecaman | 22 h 04 min 00 s | 314    |  | 3      | Rosalia De Guarischi | 27 h 09 min 56 s | 314    |

### 100 Miles of Istria
| Hommes | Hommes       | Hommes           | Hommes |  | Femmes | Femmes             | Femmes           | Femmes |
| Rang   | Athlète      | Temps            | Points |  | Rang   | Athlète            | Temps            | Points |
| ------ | ------------ | ---------------- | ------ |  | ------ | ------------------ | ---------------- | ------ |
| 1      | Paul Giblin  | 21 h 06 min 53 s | 400    |  | 1      | Francesca Canepa   | 22 h 49 min 33 s | 400    |
| 2      | Luca Moro    | 21 h 36 min 32 s | 346    |  | 2      | Katja Kegl Vencelj | 23 h 25 min 44 s | 346    |
| 3      | Peter Gyurko | 21 h 50 min 53 s | 314    |  | 3      | Klara Bajec        | 27 h 20 min 12 s | 314    |

### Madeira Island Ultra Trail
| Hommes | Hommes                 | Hommes           | Hommes |  | Femmes | Femmes            | Femmes           | Femmes |
| Rang   | Athlète                | Temps            | Points |  | Rang   | Athlète           | Temps            | Points |
| ------ | ---------------------- | ---------------- | ------ |  | ------ | ----------------- | ---------------- | ------ |
| 1      | Andris Ronimoiss       | 13 h 57 min 10 s | 700    |  | 1      | Mimmi Kotka       | 15 h 51 min 31 s | 700    |
| 2      | Aurélien Dunand-Pallaz | 14 h 19 min 05 s | 605    |  | 2      | Audrey Bassac     | 18 h 23 min 16 s | 605    |
| 3      | Jordi Gamito           | 14 h 22 min 28 s | 550    |  | 3      | Juliette Blanchet | 18 h 38 min 46 s | 550    |

### Ultra-Trail Mt.Fuji
| Hommes | Hommes       | Hommes           | Hommes |  | Femmes | Femmes             | Femmes           | Femmes |
| Rang   | Athlète      | Temps            | Points |  | Rang   | Athlète            | Temps            | Points |
| ------ | ------------ | ---------------- | ------ |  | ------ | ------------------ | ---------------- | ------ |
| 1      | Dylan Bowman | 19 h 21 min 21 s | 700    |  | 1      | Courtney Dauwalter | 23 h 57 min 48 s | 700    |
| 2      | Pau Capell   | 19 h 24 min 51 s | 605    |  | 2      | Kaori Niwa         | 26 h 00 min 29 s | 605    |
| 3      | Seth Swanson | 20 h 44 min 29 s | 550    |  | 3      | Kaori Asahara      | 26 h 30 min 40 s | 550    |

### Penyagolosa Trails
| Hommes | Hommes                | Hommes           | Hommes |  | Femmes | Femmes          | Femmes           | Femmes |
| Rang   | Athlète               | Temps            | Points |  | Rang   | Athlète         | Temps            | Points |
| ------ | --------------------- | ---------------- | ------ |  | ------ | --------------- | ---------------- | ------ |
| 1      | Daniel Aguirre        | 12 h 15 min 17 s | 400    |  | 1      | Fernanda Maciel | 14 h 47 min 04 s | 400    |
| 2      | Javier Dominguez-Ledo | 12 h 32 min 42 s | 346    |  | 2      | Emma Roca       | 14 h 57 min 58 s | 346    |
| 3      | David Lutzardo        | 12 h 43 min 35 s | 314    |  | 3      | Leire Martínez  | 15 h 17 min 56 s | 314    |

### 100 Australia
| Hommes | Hommes         | Hommes          | Hommes |  | Femmes | Femmes          | Femmes           | Femmes |
| Rang   | Athlète        | Temps           | Points |  | Rang   | Athlète         | Temps            | Points |
| ------ | -------------- | --------------- | ------ |  | ------ | --------------- | ---------------- | ------ |
| 1      | Brendan Davies | 9 h 18 min 10 s | 700    |  | 1      | Kellie Emmerson | 11 h 05 min 48 s | 700    |
| 2      | Ben Duffus     | 9 h 24 min 32 s | 605    |  | 2      | Jess Carroll    | 11 h 14 min 39 s | 605    |
| 3      | Harry Jones    | 9 h 36 min 05 s | 550    |  | 3      | Amy Lamprecht   | 12 h 15 min 57 s | 550    |

### Mozart 100
| Hommes | Hommes                 | Hommes           | Hommes |  | Femmes | Femmes             | Femmes           | Femmes |
| Rang   | Athlète                | Temps            | Points |  | Rang   | Athlète            | Temps            | Points |
| ------ | ---------------------- | ---------------- | ------ |  | ------ | ------------------ | ---------------- | ------ |
| 1      | Florian Grasel         | 10 h 26 min 36 s | 400    |  | 1      | Martina Trimmel    | 11 h 57 min 50 s | 400    |
| 2      | Damian Hall            | 10 h 29 min 45 s | 346    |  | 2      | Sarah Morwood      | 12 h 12 min 03 s | 346    |
| 3      | Alexander Rabensteiner | 10 h 32 min 44 s | 314    |  | 3      | Veronika Limberger | 12 h 21 min 20 s | 314    |

### Lavaredo Ultra Trail
| Hommes | Hommes        | Hommes           | Hommes |  | Femmes | Femmes       | Femmes           | Femmes |
| Rang   | Athlète       | Temps            | Points |  | Rang   | Athlète      | Temps            | Points |
| ------ | ------------- | ---------------- | ------ |  | ------ | ------------ | ---------------- | ------ |
| 1      | Hayden Hawks  | 12 h 16 min 20 s | 1 000  |  | 1      | Kelly Wolf   | 14 h 37 min 00 s | 1 000  |
| 2      | Pau Capell    | 12 h 20 min 22 s | 865    |  | 2      | Miao Yao     | 14 h 52 min 04 s | 865    |
| 3      | Tim Tollefson | 12 h 44 min 44 s | 785    |  | 3      | Kathrin Götz | 15 h 03 min 04 s | 785    |

### Western States
| Hommes | Hommes           | Hommes           | Hommes |  | Femmes | Femmes             | Femmes           | Femmes |
| Rang   | Athlète          | Temps            | Points |  | Rang   | Athlète            | Temps            | Points |
| ------ | ---------------- | ---------------- | ------ |  | ------ | ------------------ | ---------------- | ------ |
| 1      | Jim Walmsley     | 14 h 30 min 04 s | 1 000  |  | 1      | Courtney Dauwalter | 17 h 27 min 00 s | 1 000  |
| 2      | François D'Haene | 15 h 54 min 53 s | 865    |  | 2      | Kaytlyn Gerbin     | 18 h 40 min 19 s | 865    |
| 3      | Mark Hammond     | 16 h 08 min 59 s | 785    |  | 3      | Lucy Bartholomew   | 18 h 59 min 45 s | 785    |

### Eiger Ultra Trail
| Hommes | Hommes            | Hommes           | Hommes |  | Femmes | Femmes          | Femmes           | Femmes |
| Rang   | Athlète           | Temps            | Points |  | Rang   | Athlète         | Temps            | Points |
| ------ | ----------------- | ---------------- | ------ |  | ------ | --------------- | ---------------- | ------ |
| 1      | Pau Capell        | 11 h 24 min 38 s | 700    |  | 1      | Kathrin Götz    | 13 h 49 min 06 s | 700    |
| 2      | Jason Schlarb     | 11 h 57 min 58 s | 605    |  | 2      | Eva Sperger     | 14 h 11 min 40 s | 605    |
| 3      | Peter Van der Zon | 12 h 05 min 08 s | 550    |  | 3      | Caroline Benoit | 14 h 20 min 40 s | 550    |

### TDS
| Hommes | Hommes         | Hommes           | Hommes |  | Femmes | Femmes          | Femmes           | Femmes |
| Rang   | Athlète        | Temps            | Points |  | Rang   | Athlète         | Temps            | Points |
| ------ | -------------- | ---------------- | ------ |  | ------ | --------------- | ---------------- | ------ |
| 1      | Marcin Świerc  | 13 h 24 min 00 s | 700    |  | 1      | Audrey Tanguy   | 16 h 05 min 22 s | 700    |
| 2      | Dylan Bowman   | 13 h 25 min 02 s | 605    |  | 2      | Rory Bosio      | 16 h 19 min 36 s | 605    |
| 3      | Dmitry Mityaev | 13 h 25 min 43 s | 550    |  | 3      | Caroline Benoit | 17 h 18 min 02 s | 550    |

### CCC
| Hommes | Hommes       | Hommes           | Hommes |  | Femmes | Femmes       | Femmes           | Femmes |
| Rang   | Athlète      | Temps            | Points |  | Rang   | Athlète      | Temps            | Points |
| ------ | ------------ | ---------------- | ------ |  | ------ | ------------ | ---------------- | ------ |
| 1      | Thomas Evans | 10 h 44 min 32 s | 1 000  |  | 1      | Miao Yao     | 11 h 57 min 46 s | 1 000  |
| 2      | Min Qi       | 10 h 50 min 07 s | 865    |  | 2      | Katie Schide | 12 h 28 min 42 s | 865    |
| 3      | Pau Capell   | 10 h 52 min 26 s | 785    |  | 3      | Ida Nilsson  | 12 h 41 min 37 s | 785    |

### Ultra-Trail du Mont-Blanc
| Hommes | Hommes           | Hommes           | Hommes |  | Femmes | Femmes               | Femmes           | Femmes |
| Rang   | Athlète          | Temps            | Points |  | Rang   | Athlète              | Temps            | Points |
| ------ | ---------------- | ---------------- | ------ |  | ------ | -------------------- | ---------------- | ------ |
| 1      | Xavier Thévenard | 20 h 44 min 16 s | 1300   |  | 1      | Francesca Canepa     | 26 h 03 min 48 s | 1300   |
| 2      | Robert Hajnal    | 21 h 31 min 37 s | 1124   |  | 2      | Uxue Fraile Azpeitia | 26 h 08 min 07 s | 1124   |
| 3      | Jordi Gamito     | 21 h 57 min 01 s | 1021   |  | 3      | Jocelyne Pauly       | 26 h 15 min 11 s | 1021   |

### Ultra-Trail Harricana du Canada
| Hommes | Hommes                | Hommes           | Hommes |  | Femmes | Femmes            | Femmes           | Femmes |
| Rang   | Athlète               | Temps            | Points |  | Rang   | Athlète           | Temps            | Points |
| ------ | --------------------- | ---------------- | ------ |  | ------ | ----------------- | ---------------- | ------ |
| 1      | Jean-François Cauchon | 13 h 47 min 08 s | 400    |  | 1      | Sarah Moniz       | 16 h 14 min 00 s | 400    |
| 2      | Colton Gale           | 13 h 55 min 36 s | 346    |  | 2      | Elisabeth Cauchon | 16 h 45 min 12 s | 346    |
| 3      | David Savard Gagnon   | 14 h 03 min 49 s | 314    |  | 3      | Karen Holland     | 19 h 25 min 38 s | 314    |

### Cappadocia Ultra Trail
| Hommes | Hommes         | Hommes           | Hommes |  | Femmes | Femmes              | Femmes           | Femmes |
| Rang   | Athlète        | Temps            | Points |  | Rang   | Athlète             | Temps            | Points |
| ------ | -------------- | ---------------- | ------ |  | ------ | ------------------- | ---------------- | ------ |
| 1      | Andrea Macchi  | 11 h 12 min 34 s | 700    |  | 1      | Mariya Nikolova     | 13 h 14 min 29 s | 700    |
| 2      | Marcus Scotney | 11 h 31 min 34 s | 605    |  | 2      | Aleksandra Kalanova | 13 h 25 min 28 s | 605    |
| 3      | Harry Jones    | 12 h 18 min 40 s | 550    |  | 3      | Francesca Canepa    | 13 h 42 min 15 s | 550    |

### Javelina Jundred
| Hommes | Hommes         | Hommes           | Hommes |  | Femmes | Femmes             | Femmes           | Femmes |
| Rang   | Athlète        | Temps            | Points |  | Rang   | Athlète            | Temps            | Points |
| ------ | -------------- | ---------------- | ------ |  | ------ | ------------------ | ---------------- | ------ |
| 1      | Patrick Reagan | 13 h 42 min 59 s | 400    |  | 1      | Darcy Piceu Africa | 18 h 49 min 06 s | 400    |
| 2      | Dave Stevens   | 15 h 39 min 33 s | 346    |  | 2      | Dana Anderson      | 19 h 31 min 14 s | 346    |
| 3      | Kenneth Hawkes | 16 h 22 min 09 s | 314    |  | 3      | Tonya Keyes        | 19 h 50 min 53 s | 314    |

### Ultra-Trail Cape Town
| Hommes | Hommes            | Hommes           | Hommes |  | Femmes | Femmes             | Femmes           | Femmes |
| Rang   | Athlète           | Temps            | Points |  | Rang   | Athlète            | Temps            | Points |
| ------ | ----------------- | ---------------- | ------ |  | ------ | ------------------ | ---------------- | ------ |
| 1      | Janosch Kowalczyk | 10 h 22 min 00 s | 400    |  | 1      | Emily Hawgood      | 11 h 49 min 25 s | 400    |
| 2      | Elov Olsson       | 10 h 41 min 49 s | 346    |  | 2      | Kerry-Ann Marshall | 11 h 53 min 14 s | 346    |
| 3      | Johan Lantz       | 10 h 46 min 24 s | 314    |  | 3      | Mimmi Kotka        | 11 h 57 min 02 s | 314    |

## Classements finaux

### Hommes
- Series Bonus (1 300 points au vainqueur)
- Series (1 000 points au vainqueur)
- Pro (700 points au vainqueur)
- Challenger (400 points au vainqueur)

| Course                          | Vainqueur             | Deuxième               | Troisième              | Leader du classement général |
| ------------------------------- | --------------------- | ---------------------- | ---------------------- | ---------------------------- |
| Hong Kong 100                   | Min Qi                | Alex Nichols           | Yun-Hui Yu             | Min Qi                       |
| Tarawera Ultramarathon          | Dylan Bowman          | Cody Reed              | Sam McCutcheon         | Dylan Bowman                 |
| Transgrancanaria                | Pau Capell            | Aurélien Collet        | Cristofer Clemente     | Pau Capell                   |
| 100 Miles of Istria             | Paul Giblin           | Luca Moro              | Peter Gyurko           | Pau Capell                   |
| Patagonia Run                   | Gustavo Reyes         | Maximiliano Lopez      | Sergio Jesus Trecaman  | Pau Capell                   |
| Marathon des Sables             | Rachid El Morabity    | Mohamed El Morabity    | Robert Mérile          | Rachid El Morabity           |
| Ultra-Trail Mt.Fuji             | Dylan Bowman          | Pau Capell             | Seth Swanson           | Pau Capell                   |
| Madeira Island Ultra Trail      | Andris Ronimoiss      | Aurélien Dunand-Pallaz | Jordi Gamito           | Pau Capell                   |
| Penyagolosa Trails              | Daniel Aguirre        | Javier Dominguez-Ledo  | David Lutzardo         | Pau Capell                   |
| 100 Australia                   | Brendan Davies        | Ben Duffus             | Harry Jones            | Pau Capell                   |
| Mozart 100                      | Florian Grasel        | Damian Hall            | Alexander Rabensteiner | Pau Capell                   |
| Lavaredo Ultra Trail            | Hayden Hawks          | Pau Capell             | Tim Tollefson          | Pau Capell                   |
| Western States Endurance Run    | Jim Walmsley          | François D'Haene       | Mark Hammond           | Pau Capell                   |
| Eiger Ultra Trail               | Pau Capell            | Jason Schlarb          | Peter Van der Zon      | Pau Capell                   |
| TDS                             | Marcin Świerc         | Dylan Bowman           | Dmitry Mityaev         | Pau Capell                   |
| CCC                             | Thomas Evans          | Min Qi                 | Pau Capell             | Pau Capell                   |
| Ultra-Trail du Mont-Blanc       | Xavier Thévenard      | Robert Hajnal          | Jordi Gamito           | Pau Capell                   |
| Ultra-Trail Harricana du Canada | Jean-François Cauchon | Colton Gale            | David Savard Gagnon    | Pau Capell                   |
| Cappadocia Ultra Trail          | Andrea Macchi         | Marcus Scotney         | Harry Jones            | Pau Capell                   |
| Javelina Jundred                | Patrick Reagan        | Dave Stevens           | Kenneth Hawkes         | Pau Capell                   |
| Ultra-Trail Cape Town           | Janosch Kowalczyk     | Elov Olsson            | Johan Lantz            | Pau Capell                   |

### Femmes
- Series Bonus (1 300 points au vainqueur)
- Series (1 000 points au vainqueur)
- Pro (700 points au vainqueur)
- Challenger (400 points au vainqueur)

| Course                          | Vainqueur          | Deuxième            | Troisième            | Leader du classement général  |
| ------------------------------- | ------------------ | ------------------- | -------------------- | ----------------------------- |
| Hong Kong 100                   | Miao Yao           | Mira Rai            | Fuzhao Xiang         | Miao Yao                      |
| Tarawera Ultramarathon          | Kelly Wolf         | Amanda Basham       | Erika Lori           | Kelly Wolf                    |
| Transgrancanaria                | Magdalena Łączak   | Andrea Huser        | Ekaterina Mityaeva   | Kelly Wolf                    |
| 100 Miles of Istria             | Francesca Canepa   | Katja Kegl Vencelj  | Klara Bajec          | Kelly Wolf                    |
| Patagonia Run                   | Veronica Ramirez   | Eliana Marinero     | Rosalia De Guarischi | Kelly Wolf                    |
| Marathon des Sables             | Magdalena Boulet   | Bouchra Eriksen     | Gemma Game           | Kelly Wolf                    |
| Ultra-Trail Mt.Fuji             | Courtney Dauwalter | Kaori Niwa          | Kaori Asahara        | Courtney Dauwalter            |
| Madeira Island Ultra Trail      | Mimmi Kotka        | Audrey Bassac       | Juliette Blanchet    | Courtney Dauwalter            |
| Penyagolosa Trails              | Fernanda Maciel    | Emma Roca           | Leire Martínez       | Fernanda Maciel               |
| 100 Australia                   | Kellie Emmerson    | Jess Carroll        | Amy Lamprecht        | Kellie Emmerson               |
| Mozart 100                      | Martina Trimmel    | Sarah Morwood       | Veronika Limberger   | Kellie Emmerson               |
| Lavaredo Ultra Trail            | Kelly Wolf         | Miao Yao            | Kathrin Götz         | Kelly Wolf                    |
| Western States Endurance Run    | Courtney Dauwalter | Kaytlyn Gerbin      | Lucy Bartholomew     | Courtney Dauwalter Kelly Wolf |
| Eiger Ultra Trail               | Kathrin Götz       | Eva Sperger         | Caroline Benoit      | Courtney Dauwalter Kelly Wolf |
| TDS                             | Audrey Tanguy      | Rory Bosio          | Caroline Benoit      | Courtney Dauwalter Kelly Wolf |
| CCC                             | Miao Yao           | Katie Schide        | Ida Nilsson          | Miao Yao                      |
| Ultra-Trail du Mont-Blanc       | Francesca Canepa   | Uxue Fraile         | Jocelyne Pauly       | Miao Yao                      |
| Ultra-Trail Harricana du Canada | Sarah Moniz        | Elisabeth Cauchon   | Karen Holland        | Miao Yao                      |
| Cappadocia Ultra Trail          | Mariya Nikolova    | Aleksandra Kalanova | Francesca Canepa     | Miao Yao                      |
| Javelina Jundred                | Darcy Piceu Africa | Dana Anderson       | Tonya Keyes          | Miao Yao                      |
| Ultra-Trail Cape Town           | Emily Hawgood      | Kerry-Ann Marshall  | Mimmi Kotka          | Miao Yao                      |